# Wilhelmsbrunnen (Schleusingen)

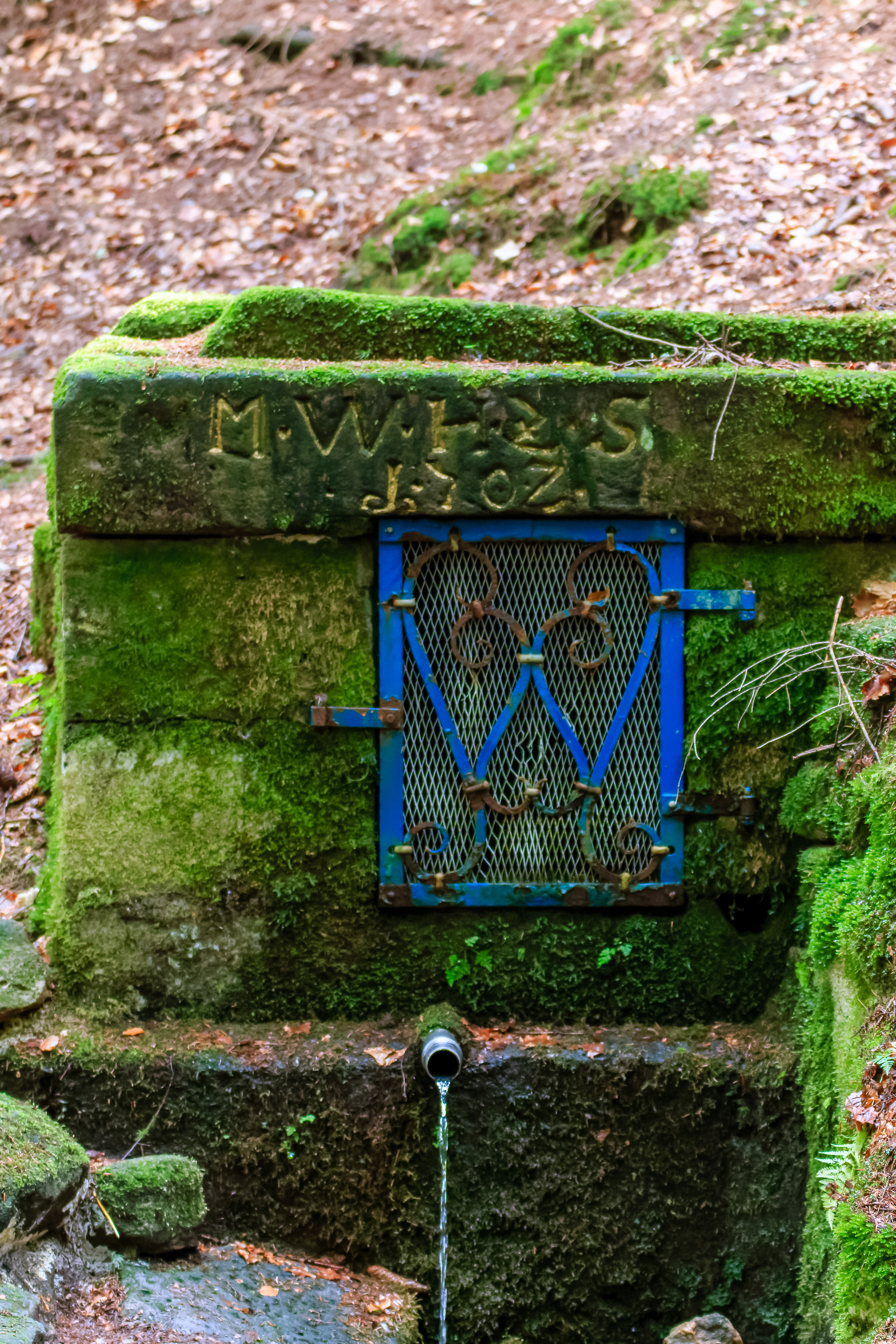
Einfassung des Wilhelmsbrunnen

Wilhelmsbrunnen ist ein historischer Sauerbrunnen in der Nähe der Stadt Schleusingen.
Etwa einen Kilometer westlich vom Schleusinger Stadtteil Gottfriedsberg befindet sich an der Flurgrenze am Nordhang des Mittelberges die noch heute existente Quelle „Wilhelmsbrunnen“. Diese fließt als Quellbach in nördlicher Richtung in einem engen Tal der kaum drei Kilometer entfernten Schleuse zu und passiert am Talrand den westlich als Sporn ausgebildeten „Brunnenberg“.
Der Land- und Stadtphysikus Samuel Steurlin kam zu Beginn des 18. Jahrhunderts auf die Idee, das Heilwasser gewerblich zu nutzen, er legte Herzog Moritz Wilhelm (Sachsen-Zeitz) im Jahre 1709  Pläne für die Anlage eines Gebäudekomplexes zur Aufnahme von Badegästen vor. Der Herzog stand dieser Angelegenheit positiv gegenüber, ihm war vor allem wichtig, dass seiner eigenen Kasse keine zusätzlichen Ausgaben dafür entstehen. So wurde die Errichtung des ersten Badehauses aus der Almosenkasse finanziert. Zur Ostermesse 1710 lud ein in Leipzig erschienener gedruckter Handzettel zur Nutzung des Wilhelmsbrunnens ein, dessen Wirkung angeblich höher als die Sprudel von Karlsbad und Eger sei. Friedrich Hoffmann, der Entdecker der Heilquellen in Bad Lauchstädt, hatte das Wasser positiv getestet. Herzogin Maria Amalia von Sachsen-Zeitz besuchte 1709 den Brunnen und zeigte sich von der Wirkung des Wassers überzeugt.
Doch die hohen Erwartungen erfüllten sich nicht. Nach einem anfänglichen Aufschwung blieben immer mehr Gäste fern, so dass es zu keiner Erweiterung der Bade- und Trinkkuranlagen kam. Nach dem Rückfall des Herzogtums Sachsen-Zeitz an Kursachsen 1718 fand der Wilhelmsbrunnen kaum noch Beachtung, da man im Kurfürstentum Sachsen über genügend andere Heilbäder verfügte und daher keine finanzielle Förderung von Seiten der Landesherrschaft stattfand.
Koordinaten: 50° 28′ 45,1″ N, 10° 44′ 28,9″ O